# Tschebyschow-Funktion
Die Tschebyschow-Funktion, etwa im Englischen auch Chebyshev-Funktion oder ähnlich bezeichnet, ist eine von zwei zahlentheoretischen Funktionen, die nach dem russischen Mathematiker Pafnuti Lwowitsch Tschebyschow benannt sind. Sie erhalten durch ihren Zusammenhang mit der Primzahlzählfunktion und dem Primzahlsatz und damit der Riemannschen Zeta-Funktion  an Bedeutung.
Die erste Tschebyschow-Funktion, üblicherweise mit {\displaystyle \theta \,} oder {\displaystyle \vartheta } bezeichnet, ist die Summe der Logarithmen der Primzahlen bis {\displaystyle x}:
{\displaystyle \vartheta (x)=\sum _{p\leq x \atop p{\text{ prim}}}\operatorname {log} (p)}
Die zweite Tschebyschow-Funktion {\displaystyle \psi (x)} ist die summierte Funktion der Mangoldt-Funktion:
{\displaystyle \psi (x)=\sum _{n=1}^{x}\Lambda (n)=\sum _{p^{k}\leq x}\operatorname {log} (p)}
wobei die Mangoldt-Funktion {\displaystyle \Lambda } definiert ist als
{\displaystyle \Lambda (n)={\begin{cases}\log(p)&{\text{falls }}n{\text{ sich als }}n=p^{k}{\text{ darstellen lässt, wobei }}p{\text{ prim, }}k\in \mathbb {N} ^{+}\\0&{\text{sonst}}\end{cases}}}

## Grundlegende Eigenschaften
Erstere Tschebyschow-Funktion lässt sich auch darstellen als
{\displaystyle \vartheta (x)=\log(x_{\#}),}
wobei {\displaystyle x_{\#}} die Primfakultät bezeichnet.
Die zweite lässt sich auch schreiben als der Logarithmus des kleinsten gemeinsamen Vielfachen von 1 bis {\displaystyle n}:
{\displaystyle \psi (x)=\operatorname {log} (\operatorname {kgV} (1,2,3,\ldots ,\lfloor x\rfloor ))}
Nach Erhard Schmidt gibt es für jedes positive reelle {\displaystyle k} Werte für {\displaystyle x}, sodass
{\displaystyle \psi (x)-x<-k{\sqrt {x}}}
und
{\displaystyle \psi (x)-x>k{\sqrt {x}}}
unendlich oft.

### Asymptotik
Es gilt
{\displaystyle \lim _{x\to \infty }{\frac {x}{\vartheta (x)}}=1,}
d. h.
{\displaystyle \vartheta (n)\sim n.}
Ebenso gilt
{\displaystyle \psi (n)\sim n.\,}
Pierre Dusart fand eine Reihe von Schranken für die beiden Funktionen:
{\displaystyle \vartheta (p_{k})\geq k\left(\ln k+\ln \ln k-1+{\frac {\ln \ln k-2{,}0553}{\ln k}}\right),\qquad k\geq \exp(22)}
{\displaystyle \vartheta (p_{k})\leq k\left(\ln k+\ln \ln k-1+{\frac {\ln \ln k-2}{\ln k}}\right),\qquad k\geq 198}
{\displaystyle \psi (p_{k})\leq k\left(\ln k+\ln \ln k-1+{\frac {\ln \ln k-2}{\ln k}}\right)+1{,}43{\sqrt {x}},\qquad k\geq 198}
{\displaystyle |\vartheta (x)-x|\leq 0{,}006788\,{\frac {x}{\ln x}},\qquad x\geq 10{.}544{.}111}
{\displaystyle |\psi (x)-x|\leq 0{,}006409\,{\frac {x}{\ln x}},\qquad x\geq \exp(22)}
{\displaystyle \psi (x)-\vartheta (x)<0{,}0000132\,{\frac {x}{\ln x}},\qquad x\geq \exp(30).}

### Verwandtschaft der beiden Funktionen
Es gilt
{\displaystyle \psi (x)=\sum _{p\leq x}k\log p}
wobei {\displaystyle k} ganz und dann durch {\displaystyle p^{k}\leq x} und {\displaystyle p^{k+1}\geq x} eindeutig bestimmt ist.
Ein direkterer Zusammenhang entsteht durch
{\displaystyle \psi (x)=\sum _{n=1}^{\infty }\vartheta \left(x^{\frac {1}{n}}\right)=\sum _{n=1}^{\lfloor \log _{2}(x)\rfloor }\vartheta \left(x^{\frac {1}{n}}\right).}
Man bemerke, dass {\displaystyle \vartheta \left(x^{\frac {1}{n}}\right)=0} für {\displaystyle n\geq \log _{2}(x).}

## Die „exakte Formel“
1895 bewies Hans Karl Friedrich von Mangoldt folgende Formel, die im Englischen auch als „explicit formula“ bezeichnet wird:
{\displaystyle \psi (x)=x-\sum _{\rho }{\frac {x^{\rho }}{\rho }}-\ln(2\pi )-{\frac {1}{2}}\ln \left(1-x^{-2}\right)}
Dabei ist {\displaystyle x>1} und nicht prim oder eine Primzahlpotenz und die Summe läuft über alle nichttrivialen Nullstellen {\displaystyle \rho \,} der Riemannschen Zeta-Funktion {\displaystyle \zeta }.

## Referenzen
1. ↑  Pierre Dusart: Sharper bounds for ψ, θ, π, pk. In: Rapport de recherche n° 1998-06, Université de Limoges. PDF
2. ↑  Eric W. Weisstein: Explicit Formula. In: MathWorld (englisch).

- Eric W. Weisstein: Chebyshev Function. In: MathWorld (englisch).
- Mangoldt Summatory Function und Chebyshev Function auf PlanetMath
- Harold Davenport, Hugh L. Montgomery: Multiplicative number theory. Springer Verlag 2000, ISBN 0-387-95097-4, ISBN 978-0-387-95097-6. §. 17. GBS, eingeschränkt